# 凤头蜂鹰
凤头蜂鹰（学名：Pernis ptilorhynchus），亦稱鳳頭蜂鷹、鵰頭鷹或東方蜂鷹，为鹰科蜂鹰属的鸟类。為東亞地區主要的遷徙性猛禽之一，遷移路線橫越日本、琉球、中国、印尼、馬來西亞 、台灣及菲律賓。體長57-60公分，屬於中等體型的猛禽。一般築巢於大而多葉的樹上。该物种的模式产地在印尼的爪哇和苏门答腊。。辨認方式以頭部判斷，頭特別小，似鴿子狀，易於鑽頭進蜂巢裡覓食。其臉部缺乏明顯眉骨，因此長相並不像是典型的猛禽。尾羽長，有短冠羽。雌雄之間的體型差異並不明顯，可透過虹膜顏色辨認性成熟的個體:雄鳥是暗紅褐色，雌鳥是鮮黃色，但部分亞種不論雌雄都擁有鮮黃色的虹膜。

## 留棲地

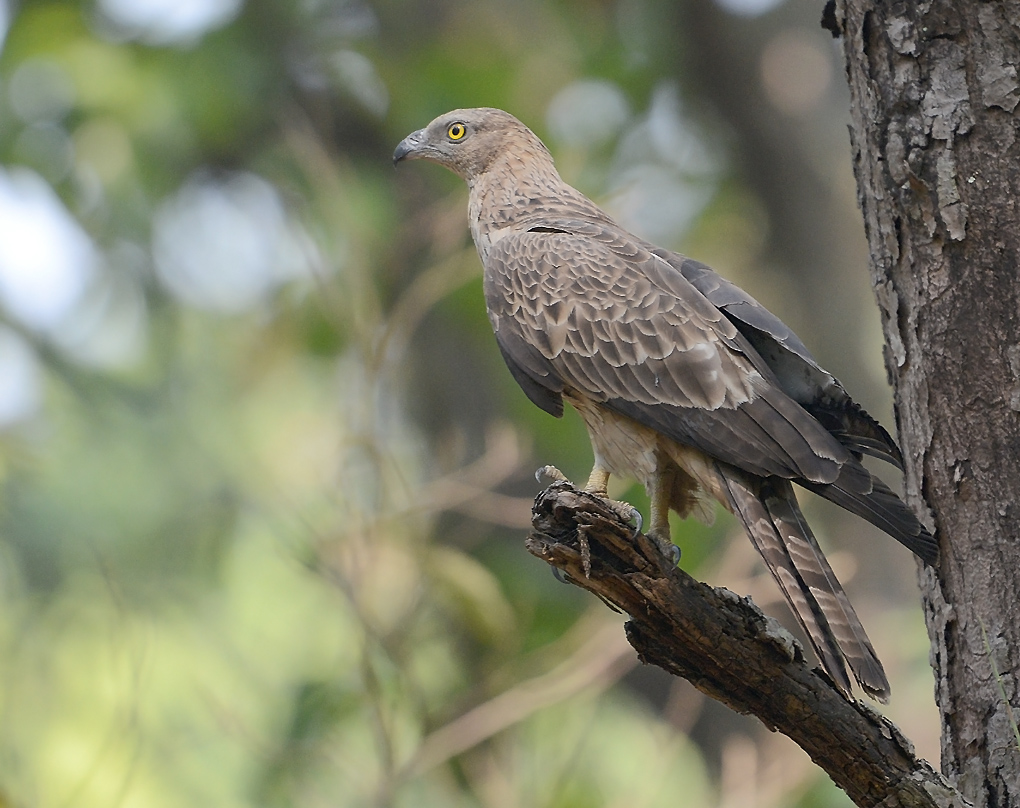
西南亞種（P. p. ruficollis）

### 臺灣
東方蜂鷹在臺灣原是候鳥，不過在1970至1990年中有發現留鳥，當時也是臺灣養蜂業的高峰期，故推測部分東方蜂鷹定居臺灣。2004年，中央研究院的「東方蜂鷹對森林環境資源利用之研究」開始對臺灣中部地區的個體研究，利用無線電發報器追蹤後發現牠們多數不遷移，而是整年都在樣區中活動，且活動範圍廣大，自150~413平方公里不等。2013年，從12隻終年停留在臺灣的東方蜂鳥有三種不同的移動方式：南北移動型、不規律移動型、地區型。

## 保护
- 中国国家重点保护动物等级：二级

## 亚种
- 凤头蜂鹰东方亚种（学名：Pernis ptilorhynchus orientalis）。分布于中国的东北、新疆、青海、河北、陕西、山东、江苏、福建、广东、贵州、云南、广西、海南、俄羅斯西伯利亞、台湾等地。该物种的模式产地在东西伯利亚。[6]
- 凤头蜂鹰西南亚种（学名：Pernis ptilorhynchus ruficollis）。在中国大陆，分布于四川、云南等地。该物种的模式产地未知（法语：Patrie inconnue），可能是孟加拉[7]。

## 外部鏈結
- 「九九蜂鷹」精華版（林務局出版、台灣猛禽研究會製作） - YouTube（页面存档备份，存于）
- 野生動物保育：特立獨行的東方蜂鷹- 科技大觀園- 科技部